# Зал славы телевидения
Зал славы телевидения (англ. Television Hall of Fame) — основанный бывшим президентом академии Academy of Television Arts & Sciences Джоном Митчеллом (англ. John H. Mitchell) американский Зал славы, в который включаются лица, внёсшие большой вклад в развитие телевидения в США. 
Первым председателем Зала славы был сам Митчелл — до его смерти в январе 1988 года. Его сменил Эдгар Шерик (англ. Edgar Scherick), который передал бразды правления Норману Лиру (англ. Norman Lear).
Первая церемония ввода в Зал славы прошла в 1984 году. Среди первых членов зала были Люсиль Болл, Пэдди Чаефски,  Эдвард Мэроу, Давид Сарнов. Награждённые получили стеклянные статуэтки в виде двух танцоров балета, которые были созданы художником и скульптором Паскалем. Начиная с 1988 года лауреаты получают награду в виде кристалла с телевизионным экраном на бронзовом основании, разработанную арт-директором Роменом Джонстоном (англ. Romain Johnston).
Ввод в Зал славы проводится ежегодно и последняя церемония прошла в 2014 году. Среди лауреатов были Рэй Долби, Дэвид Келли, Джей Лено, Джулия, Луи-Дрейфус, Руперт Мёрдок и Брэндон Стоддард.